# Heinrich Hallbauer
Heinrich Hallbauer (geb. 15. November 1905 in Neustadt in Holstein, gest. 28. April 1988) war ein deutscher Jurist. Im „Dritten Reich“ war er Landgerichtsrat am Sondergericht Prag, in der Bundesrepublik Deutschland Landgerichtsrat und -direktor in Hamburg.

## Lebensweg vor Mai 1945
Hallbauer studierte Rechtswissenschaft. Er schloss sein Studium mit der Promotion ab. Von 1929 bis 1932 war er Mitglied der SPD. Am 1. Mai 1933 trat Hallbauer in die NSDAP ein. Ebenfalls im Jahr 1933 wurde er Mitglied der SA. 1935 schied er wegen eines Fußgebrechens auf ärztliche Empfehlung aus der SA aus. 1936 und 1937 bekleidete Hallbauer die Funktion eines Blockleiters der NSDAP. Außerdem war er Mitglied der Nationalsozialistischen Volkswohlfahrt (NSV) und des Nationalsozialistischen Rechtswahrerbundes (NSRB). Hallbauer war von 1931 bis 1938 bei verschiedenen Gerichten im Landgerichtssprengel Kiel als Gerichtsassessor und Hilfsrichter tätig. Im Jahr 1935 wurde Hallbauer Richter in Altona. Eine dienstliche Beurteilung von 1936 bescheinigt ihm eine „hervorragende Auffassung über die Ausübung der Justiz im Sinne der nationalsozialistischen Staatsauffassung“. Am 1. März 1938 wurde Hallbauer zum Amtsgerichtsrat ernannt und war als Richter in Eschwege tätig. Nach der deutschen Besetzung der Tschechoslowakei wurde Hallbauer zum 1. Februar 1940 aus Eschwege zur Expositur des Landgerichts Linz in Böhmisch Krummau (Sudetenland) als Landgerichtsrat versetzt. Er war dort von 1940 bis 1942 Richter. Im Januar 1942 wurde er Richter am Sondergericht beim Deutschen Landgericht Prag, wo er – mit kurzen Unterbrechungen – bis Ende 1944 tätig war. Aus erhalten gebliebenen Unterlagen des Landgerichts Prag geht hervor, dass er dort mindestens acht Todesurteile gegen tschechoslowakische Bürger verhängte. Am 27. Januar 1943 verurteilte er unter anderem den tschechischen Ingenieur Oskar Löwenstein (1897–1943) wegen Passfälschung zum Tode. Loewenstein wurde am 1. Juli 1943 im Gefängnis Prag-Pankratz hingerichtet. Am selben Tag verurteilte Hallbauer auch die Schweizer Sprachlehrerin Marcelle Yung (1905–1995) wegen angeblicher Verstöße gegen NS-Sondergesetze zu mehrjähriger Zwangsarbeit. Sie konnte auf Betreiben des Schweizer Generalkonsulats in Prag Ende Oktober 1943 im Zuge eines Gefangenenaustausches in die Schweiz zurückkehren. Am 10. September 1943 wurde Hallbauer zum Militärdienst in der Wehrmacht einberufen, erhielt jedoch einen mehrmonatigen Arbeitsurlaub, während dessen er weiter seinen Gerichtsdienst am Sondergericht in Prag versah. Um das Kriegsende herum geriet Hallbauer in britische Gefangenschaft.

## Lebensweg nach Mai 1945
Bereits im Juli 1945 wurde Hallbauer aus britischer Gefangenschaft entlassen. Auf der tschechoslowakischen Kriegsverbrecherliste wurde Hallbauer unter der Nummer S–8/32 wegen seiner Beteiligung an diversen Todesurteilen gegen Tschechoslowaken geführt. Doch bereits ab 1947 war Hallbauer wieder Richter in Hamburg. Er wurde Landgerichtsrat und -direktor am Landgericht Hamburg. Als beisitzender Richter war Hallbauer am Beschluss des Landgerichts Hamburg vom 19. April 1949 beteiligt, mehrere Ärzte, die im Rahmen einer nationalsozialistischen „Euthanasie“-Aktion Kinder getötet hatten, außer Verfolgung zu setzen. Zur Begründung seiner Entscheidung führte das Gericht unter anderem aus, dass die „Verkürzung lebensunwerten Lebens … keinesfalls eine Maßnahme genannt werden kann, welche dem allgemeinen Sittengesetz widerstreitet.“ Die ärztlichen Täter hätten sich in einem „Verbotsirrtum“ befunden, denn: „Sie durften glauben, die Vernichtung sei freigegeben…, weil es Kinder waren, die Vollidioten waren, also geistig tot.“
Hallbauer starb 1988.